# Mladinski skakalnici Planica
Mladinski skakalnici Planica sta povsem novi skakalnici velikosti HS61 in HS80 v Planici. 

## Gradnja
Povsem novi skakalnici sta zgrajeni na povsem isti lokaciji, kot je bila zdaj že nekdanja devetdeset metrska Skakalnica Stano Pelan (Normalna Bloudkova skakalnica iz leta 1949, ki so jo dokončno podrli marca 2013. 
Sama gradnja je potekala od marca do novembra 2013, ko je bila v grobem tudi dokončana in plastificirana, a sam iztek je bil še nedokončan zato na njih ta čas še ni bilo moč skakati. Junija 2014 so nadaljevali z gradnjo ko so naknadno uredili še odvodnjavanje ter dokončno uredili iztek s položitvijo trave. 
Od julija 2014 naprej tako skakalci že lahko trenirajo. Skakalnici sta del Nordijskega centra Planica in sta namenjeni za trening predvsem mlajšim selekcijam. Manjša od obeh ima kritično točko pri K56 in velikost skakalnice pri HS61, večja pa K72 in HS80. Zaletišče HS80 je edino v Planici, ki skoraj v celoti razen mize stoji v zraku na opornih stebrih. Ostala zaletišča so v celoti ali večinsko naslonjena na teren. 
Ob njej poteka tudi povsem nova tirna kabinska vzpenjača, ki skrbi za prevoz skakalcev na vrh skupaj petih skakalnic.
Skakalnici danes po njuni velikosti pravzaprav nadomeščata obe približno 1,5 km od središča Planice oddaljeni ter zapuščeni skakalnici v Ratečah ob nekdanji železniški postaji, ki sta delovali vse do leta 1996. Bili sta velikost K-50 in K-70, njuni obrisi, profil, zgornja postaja žičnice in sodniški stolp pa so vidni še danes, le zaletišča ni več.